# Pavlína Filipovská
Pavlína Filipovská (* 28. května 1941 Praha) je česká herečka, zpěvačka, konferenciérka a televizní i rozhlasová moderátorka, dcera herce Františka Filipovského a matka novinářky Pavlíny Wolfové a Johany Spálené.

## Život
Narodila se na pražském Žižkově. V roce 1958 začala působit jako hlasatelka televizních pořadů pro děti, v roce 1959 začala vystupovat v divadle Semafor, kde působila jako herečka a zpěvačka, v té době byla velice populární. Proslavila se interpretací písně Jiřího Suchého a Jiřího Šlitra Včera neděle byla. Vystupovala i v Divadle Rokoko a Apollo, zahrála si několik drobnějších roliček ve filmu.
Od roku 1972 pracuje na volné noze, vystupuje v televizi, divadle a zejména v rozhlase.

## Filmografie (výběr)
- 1961 Procesí k Panence .... Jana
- 1963 Konkurs .... konkurs
- 1964 Kdyby tisíc klarinetů .... chovanka
- 1965 Pět miliónů svědků – zpěv
- 1967 Sedm žen Alfonse Karáska (TV) .... role neurčena
- 1967 Zelená pro Kmocha (TV) – zpěv
- 1967 Ta naše písnička česká .... Stázi
- 1968 Ach, ta vojna ...(TV) – zpěv
- 1968 Píseň pro Rudolfa III. ...(TV) – zpěv
- 1969 Dospěláci můžou všechno .... Eva
- 1971 Lásky Emanuela Přibyla ...(TV)
- 1976 Dostaveníčko u Orloje ...(TV)
- 1977 Dostaveníčko s pražskými strašidly ...(TV)

## Divadelní role (výběr)
- Člověk z půdy
- Čtyři pokoje do zahrady
- Lucerna aneb Boj o lípu

## Písně
Viz více v článku – Seznam písní Pavlíny Filipovské

## Diskografie
- 1960 Včera neděle byla
- Normálně – Pavlína Filipovská Tam u nás – Rudolf Cortés/Druhá strana: Už kvetou pampelišky – Josef Zíma/ Klukovská – Manuš Bor a Jan Prokeš – Supraphon – SP
- 1960 Milan Chladil – Snění, to pro mě není / Judita Čeřovská – Slib že sejdem se /druhá strana: Pavlína Filipovská – Nej, nej, nej.. / Josef Zíma – Kytička fialek
- 1965 Karel Gott – Stín / Pavlína Filipovská – Čínský drak – Supraphon – SP

Supraphon – SP
- 1965 Jipi Jou – Milan Chladil/Láska není kvíz – Pavlína Filipovská – Supraphon, SP
- 1998 20x Pavlína Filipovská – Včera neděle byla – Bonton Music
- 2001 Pavlína Filipovská – Zlaté hity – Areca Music
- 2005: O Vánocích – Josef Sochor a Pavlína Filipovská – Levné knihy, CD (reedice 2009 – LK 0173-2 EAN 8 594046 741734)[1]

### Kompilace
- Staropražské písničky – Reader's Digest (4 CD) – cd2 – 01. Pavlína Filipovská a Jiří Bruder – Fórová myš, cd2 – 15. Pavlína Filipovská a František Filipovský – Od čtyř do sedmi, cd3 – 04. Pavlína Filipovská a Milan Chladil – Já bych chtěl mít tvé foto (z operety Na tý louce zelený), cd4 – 02. Pavlína Filipovská, Svatava Černá a Josef Zíma – Směs písní Karla Hašlera: Když muzika začne hrát, Hezká vzpomínka, Muziky, muziky,
- 1967 Po starých zámeckých schodech – písničky Karla Hašlera – Supraphon – 02. Nad Prahou tančily hvězdičky/07. Muziky, muziky, musíte krásně hrát Pavlína Filipovská a Josef Zíma
- 1992 Hity 1962 – Supraphon – Proč se lidi nemaj rádi
- 1993 Hity 1960 – Supraphon – Včera neděle byla
- 1996 Starci a klarinety – BMG Ariola – 17. Kapitán
- 2000 100 let české a slovenské písničky – 08. Včera neděle byla
- 2001 Šest žen – Semafor – Bonton Music – (2CD) – Láska se nevyhne králi/Bíle mně matička oblékala/Spodek, filek, král a eso – twist – zpěv: Milan Drobný, Jiří Jelínek, Pavel Sedláček, Karel Gott, Pavlína Filipovská, Hana Hegerová a Jana Malknechtová – (Jiří Šlitr/Jiří Suchý)/Plná hrst – zpěv: Pavel Sedláček, Pavlína Filipovská, Hana Hegerová a Jana Malknechtová/Proč se lidi nemaj rádi
- 2002: Svět můj a tvůj – Josef Sochor a hosté – Popron, CD (hosté: Pavlína Filipovská, Felix Slováček, J. Hlava, J. Kuderman)
- 2003 Naše hity 5 – Supraphon – 06. Láska není kvíz/18. Ať žije show
- 2004 HITPARÁDA 60. LET – Supraphon – 2CD – 02. Nej, nej, nej... – Josef Zíma a Pavlína Filipovská – cd1/02. Včera neděle byla
- 2006 Legendy Českého popu 60. léta – Universal – 16. Proč se lidi nemaj rádi
- 2007 Karel Štědrý – Pop galerie – Supraphon – Pavlína Filipovská a Karel Štědrý: 16. Jsme áčka/24. Pro všechny v sálech